# Абрикосники
Абрикосники — реликтовые кустарниковые сообщества, формируемые абрикосом сибирским (Prunus sibirica).

## Распространение в Забайкалье
В Забайкалье абрикосники приурочены к южным и юго-восточным склонам гор с каменистыми и хрящеватыми почвами. Часто доминируют по всему склону. Наиболее значительные площади абрикосники занимают в Акшинском, Кыринском, Агинском, Красночикойском, Шилкинском, Нерчинско-Заводском, Калганском районах.
Кустарниковый полог формирует абрикос сибирский, часто вместе с таволгой пушистой. Основу травостоя слагают леспедеца ситниковая и полынь Гмелина при заметном участии осоки стоповидной и осоки Коржинского, тимьяна даурского, серобородника сибирского. В абрикосниках также встречаются шлемник байкальский, молочай Фишера, пион молочноцветковый, большеголовник одноцветковый, кровохлёбка лекарственная.
В Нерчинско-Заводском районе в окрестностях сёл Олочи и Ишага по крутому каменистому склону левобережья реки Аргунь отмечены абрикосово-секуринеговые заросли — уникальное сообщество с очень редким для Забайкалья видом — секуринегой полукустарниковой (Securinega suffruticosa).